# Самарджич, Спасое
Спасое (Пая) Самарджич (серб. Спасоје "Паја" Самарџић; 20 мая, 1942) — югославский футболист, полузащитник. Играл за сборную Югославии.

## Карьера
Начинал профессиональную карьеру в 1959 году в белградском ОФК. В 1962 году, будучи основным нападающим команды, получил вызов в сборную Югославии, за которую в период с 1962 по 1966 годы сыграл 26 матчей и забил 3 гола.
В декабре 1966 года он перешёл в нидерландский «Твенте», где Самарджич за шесть месяцев провёл 17 игр и отличился семью забитыми мячами. Летом того же года он перешёл в «Фейеноорд». В первом сезоне Спасое забил 11 голов в 31-й игре, но не получил положительных откликов от журналистов. Второй сезон выдался ещё хуже предыдущего, и Самарджич переходит во французский «Сент-Этьен». После двух лет игры за эту команду, футболист завершил карьеру. Далее он тренировал сербские «Срем» и «Белград», а также несколько лет был президентом своего первого клуба — ОФК.
Спасое Самарджич является дядей бывшего футболиста «Херенвена» и «Фейеноорда» — Радослава Самарджича.